# 磯ノ浦駅
磯ノ浦駅（いそのうらえき）は、和歌山県和歌山市磯の浦にある、南海電気鉄道加太線の駅。駅番号はNK44-6。

## 歴史
- 1912年（明治45年）6月16日：加太軽便鉄道開業と同時に設置[2][3]。
- 1913年（大正2年）7月14日：移転（加太よりに0.1哩）[4]。
- 1930年（昭和5年）12月22日：社名変更により加太電気鉄道の駅となる[3]。
- 1942年（昭和17年）2月1日：会社合併により南海鉄道の駅となる[3]。
- 1944年（昭和19年）6月1日：会社合併により近畿日本鉄道の駅となる[3]。
- 1947年（昭和22年）6月1日：路線譲渡により南海電気鉄道の駅となる[3]。
- 2012年（平成24年）4月1日：駅ナンバリングが導入され、使用を開始[5][6]。

## 駅構造

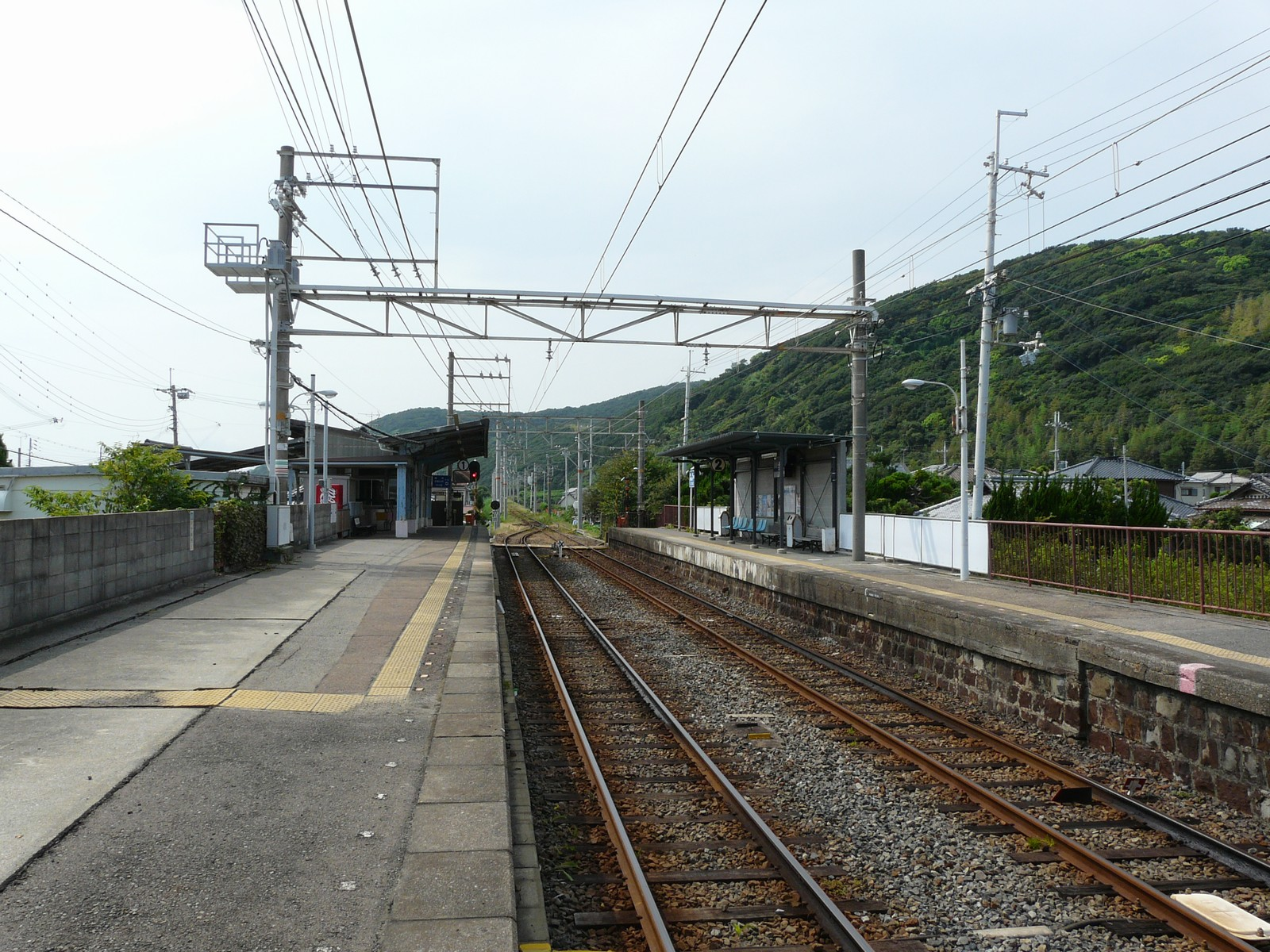
ホーム（2008年7月）

相対式ホーム2面2線を有する地上駅である。駅舎は加太方面ホームの加太駅寄りにあり、和歌山市方面ホームに行く際には構内踏切を渡る必要がある。便所は加太行きホームの構内踏切前にある。

### のりば
| のりば | 路線   | 方向 | 行先                           |
| ------ | ------ | ---- | ------------------------------ |
| 1      | 加太線 | 下り | 加太行き                       |
| 2      | 加太線 | 上り | なんば・関西空港・和歌山市方面 |

## 利用状況
2020年（令和2年）度は、1日平均乗降人員は92人である。この数字は南海の駅全体では100駅中93位、加太線の駅（和歌山市駅は除外）としては最も少ない。
各年度の1日平均乗降人員は下記の通り。
| 年度               | 1日平均 乗降人員 | 南海電鉄 での順位 | 出典                              |
| ------------------ | ---------------- | ----------------- | --------------------------------- |
| 1980年（昭和55年） | 785              |                   | [ 和歌山県統計 1 ]                |
| 1985年（昭和60年） | 890              |                   | [ 和歌山県統計 1 ]                |
| 1990年（平成02年） | 573              |                   | [ 和歌山県統計 1 ]                |
| 1995年（平成07年） | 459              |                   | [ 和歌山県統計 1 ]                |
| 2000年（平成12年） | 269              |                   | [ 和歌山県統計 1 ]                |
| 2001年（平成13年） | 243              |                   | [ 和歌山県統計 1 ]                |
| 2002年（平成14年） | 237              |                   | [ 和歌山県統計 1 ]                |
| 2003年（平成15年） | 206              |                   | [ 和歌山県統計 1 ]                |
| 2004年（平成16年） | 208              |                   | [ 和歌山県統計 1 ]                |
| 2005年（平成17年） | 192              |                   | [ 和歌山県統計 1 ]                |
| 2006年（平成18年） | 185              |                   | [ 和歌山県統計 1 ]                |
| 2007年（平成19年） | 173              |                   | [ 和歌山県統計 1 ]                |
| 2008年（平成20年） | 164              |                   | [ 和歌山県統計 1 ]                |
| 2009年（平成21年） | 157              |                   | [ 和歌山県統計 1 ]                |
| 2010年（平成22年） | 147              |                   | [ 和歌山県統計 1 ]                |
| 2011年（平成23年） | 138              |                   | [ 和歌山県統計 1 ]                |
| 2012年（平成24年） | 134              |                   | [ 和歌山県統計 1 ]                |
| 2013年（平成25年） | 126              |                   | [ 和歌山県統計 1 ]                |
| 2014年（平成26年） | 111              |                   | [ 和歌山県統計 1 ]                |
| 2015年（平成27年） | 111              |                   | [ 和歌山県統計 1 ]                |
| 2016年（平成28年） | 124              |                   | [ 和歌山県統計 1 ]                |
| 2017年（平成29年） | 140              | 92位              | [ 和歌山県統計 1 ]                |
| 2018年（平成30年） | 144              | 92位              | [ 利用客数 1 ] [ 和歌山県統計 1 ] |
| 2019年（令和元年） | 107              | 94位              | [ 利用客数 1 ] [ 和歌山県統計 1 ] |
| 2020年（令和02年） | 92               | 93位              | [ 利用客数 1 ]                    |
| 2021年（令和3年）  | 118              | 93位              | [ 9 ]                             |

## 駅周辺
駅南方に磯の浦海水浴場がある。関西圏のサーフィンのメッカでもあり、南海電鉄ではサーフボードの持ち込みを規制していた時期もあった。

## 隣の駅
南海電気鉄道
 加太線
二里ヶ浜駅 (NK44-5) - 磯ノ浦駅 (NK44-6) - 加太駅 (NK44-7)

#### 本文中の出典
1. 1 2  南海電気鉄道株式会社 (2021年8月). “2021 HAND BOOK NANKAI”. p. 64-65. 2021年8月14日閲覧。
2. ↑  「軽便鉄道運輸開始」『官報』1912年6月26日（国立国会図書館デジタル化資料）
3. 1 2 3 4 5  “「加太線の利用促進に向けたアイデア」を募集します” (PDF).   加太駅100周年記念事業実行委員会 (2012年5月10日). 2021年8月14日閲覧。
4. ↑  「軽便鉄道停留場移転」『官報』1913年8月4日（国立国会図書館デジタル化資料）
5. ↑  “南海 駅ナンバリング 導入”. 鉄道コム (2012年2月27日). 2023年2月13日時点のオリジナルよりアーカイブ。2023年2月13日閲覧。
6. ↑  “南海電鉄全駅に「駅ナンバリング」を導入します”.   南海電鉄. 2021年10月28日時点のオリジナルよりアーカイブ。2023年2月13日閲覧。
7. 1 2 3  南海電気鉄道株式会社 (2021年3月25日). “磯ノ浦駅｜南海電鉄”. 2021年8月14日閲覧。
8. ↑  “磯ノ浦駅 立体構内図”.   南海電気鉄道. 2023年6月11日閲覧。
9. ↑  ハンドブック南海2022年度版 (PDF)

#### 利用状況の出典
和歌山県公共交通機関等資料集
1. 1 2 3 4 5 6 7 8 9 10 11 12 13 14 15 16 17 18 19 20 21 22 23 24  “令和元年度和歌山県公共交通機関等資料集” (PDF).   和歌山県企画部地域振興局総合交通政策課. 2021年8月14日閲覧。

南海電気鉄道の1日平均利用客数
1. 1 2 3 4 5 6  南海電気鉄道株式会社 (2021年8月). “2021 HAND BOOK NANKAI”. p. 77. 2021年8月14日閲覧。